# Ieri e oggi (Ricchi e Poveri)
Ieri e oggi è un album raccolta del gruppo italiano dei Ricchi e Poveri, pubblicata nel 1984 dall'etichetta Baby Records e distribuita dalla CGD.

## Descrizione
I brani del lato 1 erano usciti, all'epoca, su etichetta Fonit Cetra, mentre i pezzi del lato 2 erano stati incisi direttamente per la Baby Records (motivo che rende la raccolta interessante, in un periodo che non è uso ad operazioni di questo genere).
L'album, fedele al titolo, comprende 10 brani, di cui 5 interpretati dal gruppo come quartetto, nel corso degli anni settanta, e 5 tratti dal loro primo album nella formazione a tre, E penso a te, del 1981. Quanto a questi ultimi, si tratta, di fatto, dei quattro singoli estratti dal long playing (tra cui il successo internazionale Sarà perché ti amo, 5º posto al Festival di Sanremo 1981, e la ballad Come vorrei, sigla della nota trasmissione televisiva Portobello), a cui si aggiunge il pezzo Questa sera, pubblicato anche come lato B del 4° singolo estratto, Made in Italy.
Tra le canzoni dei Ricchi e Poveri nella formazione originaria a quattro elementi, da citare Una musica, sigla del programma TV Rischiatutto, del 1972, mentre si fa notare la scelta, probabilmente non casuale, di Amore sbagliato (vista la recente burrasca tra Marina e Angela Brambati, i cui echi non si erano ancora spenti e che, contrariamente al previsto, aveva aumentato la popolarità del gruppo), il cui titolo, in retrospettiva, sembra funzionare come chiara allusione a quanto accaduto, nonostante la canzone fosse stata scritta anni prima, nel 1974.
Piccolo amore mio del 1973, Pomeriggio d'estate del 1972, e la citata Una musica, erano singoli pubblicati su lato A di tre 45 giri, mentre gli altri due brani inseriti sulla prima facciata della raccolta costituivano, in origine, i rispettivi lati B di due 45 giri usciti nel 1974: Amore sbagliato era abbinata a Non pensarci più e Torno da te era uscita come retro di Povera bimba.
La copertina, riprendendo il titolo della raccolta, presenta due immagini sovrapposte, con una foto a colori, più piccola, quasi un ritaglio, in cui compaiono i tre Ricchi e Poveri superstiti, la brunetta Angela, Franco Gatti e Angelo Sotgiu, collocata, al centro del disco, su uno sfondo monocromatico di colore blu, che occupa invece tutto lo spazio del long playing, costituito da una fotografia della metà degli anni settanta, che ritrae, in basso a sinistra, anche la Occhiena. L'immagine grande, una delle più popolari, nella versione technicolor, quella detta «dei maglioni multicolore anni '70» - gli indumenti della foto originale presentavano infatti dei colori piuttosto sgargianti - è stata utilizzata anche in altre raccolte (in particolare quella della Fonit Cetra, in vinile, del 1978, con 10 brani del quartetto, tra cui anche Mama, scritta da Sotgiu e Gatti assieme a Marina Occhiena, e la sua recente ristampa in CD, della Warner Bros., del 2003, con solo nove brani del quartetto, senza Mama, tutte dall'originale titolo Ricchi & Poveri).

## Tracce
Lato A - «Ieri»
Tutti i brani originariamente pubblicati su etichetta Fonit Cetra.
1. Pomeriggio d'estate - 1972 (45 giri)
2. Piccolo amore mio - 1973 (45 giri)
3. Amore sbagliato - 1974 (lato B del 45 giri Non pensarci più)
4. Torno da te - 1974 (lato B del 45 giri Povera bimba)
5. Una musica - 1972 (45 giri, sigla TV di Rischiatutto)

Lato B - «Oggi»
Tutti i brani originariamente inclusi nell'album E penso a te.
1. Sarà perché ti amo - 1981 (1° 45 giri estratto, 5º posto al Festival di Sanremo)
2. Made in Italy - 1981 (4° 45 giri estratto)
3. Come vorrei - 1981 (3° 45 giri estratto, sigla TV di Portobello)
4. Questa sera - 1981 (lato B del 45 giri Made in Italy)
5. M'innamoro di te - 1981 (2° 45 giri estratto)